# جيسيكا روز
جيسيكا روز (بالإنجليزية: Jessica Lee Rose) (و. 1987 – م) هي ممثلة، وممثلة تلفزيونية، من الولايات المتحدة الأمريكية، ولدت في سالزبوري.

## وصلات خارجية
- جيسيكا روز على موقع IMDb (الإنجليزية)
- جيسيكا روز على موقع ألو سيني (الفرنسية)
- جيسيكا روز على موقع أول موفي (الإنجليزية)
- جيسيكا روز على موقع قاعدة بيانات الفيلم (الإنجليزية)
- جيسيكا روز على موقع كينوبويسك (الروسية)